# 동창원 나들목
동창원 나들목(E.Changwon IC)은 경상남도 창원시 의창구 동읍 봉산리, 송정리에 걸쳐 있는 남해고속도로의 34번 교차로(나들목)이다. 나들목 진출입로는 의창구 동읍 무성리와 접하고 있다. 동읍내 및 김해시 진영읍내로 진출할 수 있으며, 인근에 덕산역이 있다.
개통 당시 명칭은 진영 나들목이었으며, 원래 위치는 김해시 진영읍에 위치했다. 2000년 11월 27일 남해고속도로가 왕복 8차로로 확장되면서 지금의 창원시 의창구 동읍으로 이설되었으며, 이 때 명칭이 동창원 나들목으로 변경되었다.

## 연혁
- 1973년 11월 14일 : 남해고속도로 순천 ~ 부산 구간 개통과 함께 진영 나들목으로 통행 개시[2]
- 1996년 7월 11일 : 진영 나들목이라는 이름의 교통광장으로 창원시 도시계획에 반영[3]
- 2000년 11월 27일 : 남해고속도로 왕복 8차로 확장공사에 따른 나들목 이설 및 동창원 나들목으로 명칭 변경

## 구조물 정보
진영 나들목으로 개통 당시 김해시 진영읍에 평면 Y자형 입체 교차로 형태로 건설되었다. 이후 2000년 11월 27일 남해고속도로가 왕복 8차로로 확장됨에 따라 지금의 창원시 의창구 동읍으로 이설되면서 나들목 형태를 이중 트럼펫형 입체 교차로로 변경되었다.
- 위치: 경상남도 창원시 의창구 동읍 봉산리, 송정리
- 영업소: 경상남도 창원시 의창구 동읍 의창대로 1082-52
- 한국도로공사 부산경남본부: 경상남도 창원시 의창구 동읍 의창대로 1024
- 한국도로공사 창원지사: 경상남도 창원시 의창구 동읍 의창대로 1024

## 접속하는 도로
- 김해대로 (구 국도 제14호선, 국도 제25호선)
- 의창대로 (구 국도 제14호선, 국도 제25호선)

## 교통량 정보
| 요금소          | 통행량 (대/일) | 통행량 (대/일) | 통행량 (대/일) | 통행량 (대/일) | 통행량 (대/일) | 통행량 (대/일) | 통행량 (대/일) | 통행량 (대/일) | 통행량 (대/일) | 통행량 (대/일) | 각주  |
| 요금소          | 2001년         | 2002년         | 2003년         | 2004년         | 2005년         | 2006년         | 2007년         | 2008년         | 2009년         | 2010년         | 각주  |
| --------------- | -------------- | -------------- | -------------- | -------------- | -------------- | -------------- | -------------- | -------------- | -------------- | -------------- | ----- |
| 동창원 (폐쇄식) | 11,549         | 11,974         | 12,410         | 12,549         | 12,800         | 11,539         | 11,828         | 11,600         | 11,555         | 11,931         | [ 4 ] |
| 요금소          | 2011년         | 2012년         | 2013년         | 2014년         | 2015년         | 2016년         | 2017년         | 2018년         | 2019년         |                | [ 4 ] |
| 동창원 (폐쇄식) | 11,908         | 11,583         | 11,772         | 11,690         | 12,335         | 12,660         | 13,126         | 13,030         | 12,686         |                | [ 4 ] |